# Rhynchoribates serratus
Rhynchoribates serratus är en kvalsterart som beskrevs av Balogh 1958. Rhynchoribates serratus ingår i släktet Rhynchoribates och familjen Rhynchoribatidae. Inga underarter finns listade i Catalogue of Life.